# Місто Маме
Місто Маме (алб. Misto Mame, 1921, Гірокастра — 16 серпня 1942, Тирана) — Народний Герой Албанії, учасник Другої світової війни. Був убитий у бою з італійськими фашистськими силами.
Маме народився в родині етнічного грецького купця. Він був активним учасником антифашистських демонстрацій і членом Тиранського комітету Комуністичної партії Албанії (Partia Komuniste e Shqipërisë). Також був секретарем ЦК Комуністичної молоді та командиром однієї з комуністичних партизанських антифашистських організацій у Тирані.
Був залучений у ряд партизанських дій, як то спалювання сховища військової зброї фашистської Італії у Тирані. Пожежа тривала протягом 48 годин, пошкодження оцінювалися у 5 млн. албанських франків. Маме загинув у 21 рік в одному з районів Тирани, який до цих пір носить його ім'я. Він відчайдушно боровся, хоча італійські фашистські солдати значно перевершували його.
Один з найбільших деревообробних заводів в Албанії, заснований у 1950 році, носить його ім'я.